# Salicornioideae
Classification APG II (2003)
Sous-famille
Les Salicornioideae sont une des sous-familles des Amaranthaceae.
Toutes les plantes de cette famille sont des plantes grasses, halophiles.
Cette sous famille comprend quatre genres: Halopeplis, Halosarcia, Salicornia et Sarcocornia.